# Galactia viridiflora
Galactia viridiflora là một loài thực vật có hoa trong họ Đậu. Loài này được (Rose) Standl. miêu tả khoa học đầu tiên.